# Здравко Сребров
Здравко Василев Сребров, използвал псевдонима Ст. Севливанов, е български писател, преводач и литературен критик.

## Биография
Здравко Сребров роден на 14 март 1902 г. в Велико Търново в семейство на интелектуалци – баща му Васил Ив. Сребров, е ученик на Димитър Благоев, публикува разкази на социална тематика, издава книгата с разкази „Тъга и отрада“, и редактира през 1900 г. с Антон Страшимиров и Йордан Милтенов сп. „Звезда“. Майка му е публицистка, деятелка на женското движение. Остава пълен сирак на 8-годишна възраст. Израства в Севлиево в семейството на дядо си Христо Спиридонов, съмишленик на Левски. Завършва гимназия в Севлиево (1921) и педагогика и философия в Софийския университет (1927). Участник в Септемврийското въстание 1923 г. Дебютира в сп. „Свободно общество“ (1924). Учителства в селата Василовци и Драговищица, Софийско (1927 – 1933), библиотекар и редактор в Института за стопански проучвания при Държавния университет (1935-1940). За писателската си и обществена дейност често е уволняван, преследван и арестуван. По време на Втората световна война ръководи Военно-осведомителната служба на войската. След 1945 г. участва в създаването на издателствата „Детиздат“ и „Физкултура“. Отговорен редактор на детския отдел при издателство „Народна младеж“ (1947-1949), главен редактор на издателство „Физкултура“ (1950), завеждащ литературния отдел при издателство „Профиздат“ (1950-1952), заместник главен редактор в списание „Септември“ (1952-1964).
Автор на книги за деца и възрастни. Превежда от руски език. Съставител е на антологиите: „Златна книга на песните“, „От век на век“, „Да бъде ден“ и др. Творбите му са преведени на 18 езика. Вписан в Почетния списък на Международния съвет за детска книга през 1979 г. за книгата „Сърната на художника и трите луни“. Умира в София през 1988 г.

## Рецензии
- Ковачев, Л. „Утопин“, в. „Просветно единство“, 2 септември 1943 г.